# Североамериканский красногорлый анолис
Североамериканский красногорлый анолис (лат. Anolis carolinensis) — вид ящериц из семейства анолисовых.

## Описание
Общая длина достигает 25 см. Наблюдается половой диморфизм — самцы крупнее самок. Туловище стройное, с заострённой головой. Конечности хорошо развиты. Пальцы имеют очень цепкие когти.
Окрас ярко-зелёный, способный меняться на ярко-коричневый или жёлтый. Цвет тела варьирует в зависимости от настроения и активности, при этом самки часто темнее. Горловой мешок анолиса имеет красную окраску.

## Распространение
Обитает на юго-востоке США. Другая популяция была найдена на Гавайях, куда вид был завезён людьми. За пределами США североамериканский красногорлый анолис населяет северо-восточную Мексику и несколько островов Карибского бассейна.

## Образ жизни
Предпочитает лиственные леса и кустарники. Образует небольшие группы с чёткой иерархией. Активен днём. Довольно робкое, пугливое животное. При опасности быстро убегает. Если сбежать не удаётся, то пытается запугать врага горловой сумкой. Питается членистоногими, в частности сверчками, кузнечиками, мухами, личинками насекомых, а также бабочками и пауками.
Это яйцекладущая ящерица. После спаривания весной самка через 2—3 недели откладывает 1—2 яйца с мягкой скорлупой. Через 1—2 месяца появляются молодые анолисы, которые в возрасте 7 месяцев становятся половозрелыми. Средняя продолжительность жизни — от 3-х до 5-и лет, в неволе могут жить до 8 лет.
Вид часто содержат в террариумах.

## Интересные факты
Североамериканский красногорлый анолис — модельный организм в биологии и первая рептилия, чей геном был секвенирован в 2011 году. Длина его ДНК составляет 1,78 миллиард пар нуклеотидов. Для сравнения, геном человека состоит из 3 миллиардов пар нуклеотидов.